# Sobrebosc (Vic)
Sobrebosc és una masia modernista de Vic (Osona) inclosa a l'Inventari del Patrimoni Arquitectònic de Catalunya.

## Descripció
Edifici civil. Masia de planta rectangular amb el carener perpendicular a la façana, orientada a migdia. La llinda del portal és rectangular i de pedra, així com algunes finestres, les altres són de totxo. Consta de planta baixa, primer pis i golfes, en les que s'obre una galeria d'arc rebaixat i de grans dimensions. Aquesta casa, construïda amb pedra vista, està envoltada de diversos afegitons, també de pedra però que avui es troben semi derruïts. A la part posterior hi ha un cos aïllat de planta quadrada sostingut per contraforts, al primer pis del qual s'hi obren unes badius. Està coronat per una llanterna coberta de rajols de forma cònica. A una part de la casa hi ha un plafó de ceràmica amb les inicials del constructor. La casa es troba en molt mal estat de conservació.

## Història
Antic mas que pertanyia al reduït terme del castell de Sentfores, el qual era més reduït que el de la parròquia, d'aquí que avui pertanyi a la parròquia de Muntanyola però al terme de Sentfores.
Es degué reformar a finals del segle xix o principis del XX, ja que presenta alguns elements de tipus modernista, com la utilització del mosaic, element poc freqüent als masos rurals.